# Olympique Gymnaste Club de Nice Côte d'Azur 2022-2023
Questa voce raccoglie le informazioni riguardanti l'Olympique Gymnaste Club de Nice Côte d'Azur nelle competizioni ufficiali della stagione 2022-2023.

## Stagione
La stagione 2022-2023 è la novantaseisima nella storia del club e la sua sessantaquattresima nella massima divisione. Essa vede il Nizza partecipare alla Ligue 1, per la ventunesima stagione consecutiva, e alla Coppa di Francia in ambito nazionale, e alla Conference League in ambito europeo.
L'annata si apre con due annunci: l'addio di Christophe Galtier, che lascia il club per sedersi sulla panchina dei campioni di Francia in carica del Paris Saint-Germain; il ritorno di Lucien Favre sulla panchina dei rossoneri.
Il Nizza fa il suo debutto nella Ligue 1 2022-2023 sul campo del Tolosa, pareggiando 1-1. Seguono risultati misti, alternati tra sconfitte contro Clermont Foot (1-0), Olympique Marsiglia (3-0) e Monaco (1-0) e vittorie contro Lilla (2-1) e Lorient (2-1). Il pareggio contro l'Olympique Lione per 1-1 in trasferta è l'ultima partita prima della sosta ai mondiali in Qatar, e porta i nizzardi al momentaneo nono posto, fuori dalla zona coppe europee.
In Coppa di Francia, viene eliminato ai trentaduesimi di finale dal Le Puy, squadra di terza serie, venendo sconfitto 1-0 in trasferta.
I risultati negativi e la sconfitta in Coppa di Francia, il 9 gennaio 2023 porta la società ad esonerare Lucien Favre e, di conseguenza, del suo staff; contestualmente viene comunicato che la squadra è affidata ad interim a Didier Digard, allenatore del Nizza 2 e già componente dello staff tecnico, con Julien Sablé come suo vice.
Il cammino europeo in Conference League inizia dagli spareggi, dove eliminano gli israeliani del Maccabi Tel Aviv, perdendo l'andata e vincendo il ritorno dopo i supplementari. Questo risultato fa accedere i rossonoeri alla fase a gironi dove vengono sorteggiati con i tedeschi del Colonia, i serbi del Partizan ed i cehi dello Slovácko. La squadra conclude il girone al primo posto, dopo 3 vittorie, 2 pareggi ed 1 sconfitta. Nella fase ad eliminazione diretta, dopo aver vinto il doppio confronto agli ottavi con lo Sheriff Tiraspol, viene eliminato ai quarti di finale dagli svizzeri del Basilea: pareggio per 2-2 all'andata e sconfitta 2-1 al ritorno in casa dopo i tempi supplementari, sancendo l'uscita dalla competizione.

## Divise e sponsor
Lo sponsor tecnico per la stagione 2022-2023 è Macron, mentre lo sponsor ufficiale è Ineos, azienda multinazionale privata del Regno Unito operante nel settore chimico.
| Casa | Trasferta | Terza maglia |

## Rosa
Rosa aggiornata al 2 maggio 2023.
| N. |                        | Ruolo | Calciatore            |
| -- | ---------------------- | ----- | --------------------- |
| 1  | Danimarca (bandiera)   | P     | Kasper Schmeichel     |
| 4  | Brasile (bandiera)     | D     | Dante (capitano)      |
| 5  | Austria (bandiera)     | D     | Flavius Daniliuc      |
| 5  | Danimarca (bandiera)   | D     | Mads Bech Sørensen    |
| 6  | Francia (bandiera)     | C     | Morgan Schneiderlin   |
| 7  | Francia (bandiera)     | A     | Andy Delort           |
| 8  | Paesi Bassi (bandiera) | C     | Pablo Rosario         |
| 9  | Nigeria (bandiera)     | A     | Terem Moffi           |
| 10 | Francia (bandiera)     | C     | Alexis Claude-Maurice |
| 10 | Francia (bandiera)     | C     | Sofiane Diop          |
| 11 | Francia (bandiera)     | A     | Amine Gouiri          |
| 11 | Inghilterra (bandiera) | C     | Ross Barkley          |
| 14 | Algeria (bandiera)     | C     | Billal Brahimi        |
| 15 | Inghilterra (bandiera) | D     | Joe Bryan             |
| 16 | Galles (bandiera)      | C     | Aaron Ramsey          |
| 18 | Romania (bandiera)     | A     | Rareș Ilie            |
| 19 | Francia (bandiera)     | C     | Khéphren Thuram       |
| 20 | Algeria (bandiera)     | D     | Youcef Atal           |

| N. |                           | Ruolo | Calciatore            |
| -- | ------------------------- | ----- | --------------------- |
| 21 | Francia (bandiera)        | C     | Alexis Beka Beka      |
| 22 | Paesi Bassi (bandiera)    | A     | Calvin Stengs         |
| 23 | Svizzera (bandiera)       | D     | Jordan Lotomba        |
| 24 | Francia (bandiera)        | A     | Gaëtan Laborde        |
| 25 | Francia (bandiera)        | D     | Jean-Clair Todibo     |
| 26 | Francia (bandiera)        | D     | Melvin Bard           |
| 28 | Algeria (bandiera)        | C     | Hicham Boudaoui       |
| 29 | Costa d'Avorio (bandiera) | A     | Nicolas Pépé          |
| 33 | Francia (bandiera)        | D     | Antoine Mendy         |
| 35 | Francia (bandiera)        | C     | Badredine Bouanani    |
| 37 | Francia (bandiera)        | C     | Reda Belahyane        |
| 40 | Marocco (bandiera)        | D     | Ayoub Amraoui         |
| 42 | Italia (bandiera)         | D     | Mattia Viti           |
| 55 | Burundi (bandiera)        | D     | Youssouf Ndayishimiye |
| 77 | Algeria (bandiera)        | P     | Teddy Boulhendi       |
| 90 | Polonia (bandiera)        | P     | Marcin Bułka          |
| 99 | Francia (bandiera)        | C     | Mario Lemina          |
| -  | Francia (bandiera)        | A     | Lucas Da Cunha        |

## Calciomercato

### Sessione estiva(dal 1º/7 al 1º/9)
| Acquisti         | Acquisti           | Acquisti            | Acquisti              |
| R.               | Nome               | da                  | Modalità              |
| ---------------- | ------------------ | ------------------- | --------------------- |
| P                | Marcin Bułka       | Paris Saint-Germain | riscattato (2 mln €)  |
| P                | Kasper Schmeichel  | Leicester City      | definitivo (1 mln €)  |
| D                | Joe Bryan          | Fulham              | prestito              |
| D                | Andy Pelmard       | Basilea             | fine prestito         |
| D                | Mads Bech Sørensen | Brentford           | prestito              |
| D                | Mattia Viti        | Empoli              | definitivo (13 mln €) |
| C                | Alexis Beka Beka   | Lokomotiv Mosca     | definitivo (12 mln €) |
| C                | Aaron Ramsey       | Juventus            | fine contratto        |
| C                | Alexis Trouillet   | Auxerre             | fine prestito         |
| A                | Badredine Bouanani | Lilla               | fine contratto        |
| A                | Lucas Da Cunha     | Clermont Foot       | fine prestito         |
| A                | Sofiane Diop       | Monaco              | definitivo (22 mln €) |
| A                | Rareș Ilie         | Rapid Bucarest      | definitivo (5 mln €)  |
| A                | Gaëtan Laborde     | Rennes              | definitivo (15 mln €) |
| A                | Dan Ndoye          | Basilea             | fine prestito         |
| A                | Nicolas Pépé       | Arsenal             | prestito              |
| Altre operazioni |                    |                     |                       |
| R.               | Nome               | da                  | Modalità              |
| D                | Ibrahim Cissé      | Le Mans             | fine prestito         |
| D                | Armel Zohouri      | Losanna             | fine prestito         |
| C                | Jean N'Guessan     | Losanna             | fine prestito         |
| C                | Brahima Ouattara   | Losanna             | fine prestito         |
| C                | Thomas Trazié      | Losanna             | fine prestito         |
| A                | Deji Sotona        | Brentford           | fine prestito         |

| Cessioni         | Cessioni                | Cessioni            | Cessioni              |
| R.               | Nome                    | a                   | Modalità              |
| ---------------- | ----------------------- | ------------------- | --------------------- |
| P                | Walter Daniel Benítez   | PSV                 | fine contratto        |
| P                | Marcin Bułka            | Paris Saint-Germain | fine prestito         |
| D                | Jordan Amavi            | Olympique Marsiglia | fine prestito         |
| D                | Andy Pelmard            | Basilea             | riscattato (4 mln €)  |
| D                | Flavius Daniliuc        | Salernitana         | definitivo (5 mln €)  |
| C                | Alexis Claude-Maurice   | Lens                | prestito              |
| C                | Danilo Barbosa da Silva | Botafogo            | definitivo            |
| A                | Evann Guessand          | Nantes              | prestito              |
| A                | Ihsan Sacko             | Avranches           | fine contratto        |
| A                | Kasper Dolberg          | Siviglia            | prestito              |
| A                | Amine Gouiri            | Rennes              | definitivo (28 mln €) |
| A                | Justin Kluivert         | Roma                | fine prestito         |
| A                | Dan Ndoye               | Basilea             | riscattato (4 mln €)  |
| A                | Calvin Stengs           | Anversa             | prestito              |
| Altre operazioni |                         |                     |                       |
| R.               | Nome                    | da                  | Modalità              |
| D                | Ange Ahoussou           | Châteauroux         | prestito              |
| D                | Ibrahim Cissé           | Nancy               | fine contratto        |
| D                | Armel Zohouri           | Sheriff Tiraspol    | fine contratto        |
| C                | Jean N'Guessan          | Nîmes               | prestito              |
| C                | Brahima Ouattara        | Neuchâtel Xamax     | fine contratto        |
| C                | Justin Smith            | Quevilly-Rouen      | prestito              |
| C                | Thomas Trazié           | Beitar Gerusalemme  | fine contratto        |
| A                | Deji Sotona             | Kilmarnock          | prestito              |

### Operazioni esterne(dal 2/9 al 1º/1)
| Acquisti | Acquisti     | Acquisti | Acquisti   |
| R.       | Nome         | da       | Modalità   |
| -------- | ------------ | -------- | ---------- |
| C        | Ross Barkley |          | svincolato |

| Cessioni | Cessioni         | Cessioni      | Cessioni             |
| R.       | Nome             | a             | Modalità             |
| -------- | ---------------- | ------------- | -------------------- |
| C        | Alexis Trouillet | Panathīnaïkos | definitivo (2 mln €) |

### Sessione invernale(dal 2/1 al 31/1)
| Acquisti         | Acquisti              | Acquisti            | Acquisti                                     |
| R.               | Nome                  | da                  | Modalità                                     |
| ---------------- | --------------------- | ------------------- | -------------------------------------------- |
| D                | Robson Bambu          | Corinthians         | fine prestito                                |
| D                | Youssouf Ndayishimiye | İstanbul Başakşehir | definitivo (11,5 mln €)                      |
| A                | Terem Moffi           | Lorient             | prestito con obbligo di riscatto (2,5 mln €) |
| A                | Kasper Dolberg        | Siviglia            | risoluzione prestito                         |
| Altre operazioni |                       |                     |                                              |
| R.               | Nome                  | da                  | Modalità                                     |
| A                | Deji Sotona           | Kilmarnock          | risoluzione prestito                         |

| Cessioni         | Cessioni            | Cessioni         | Cessioni                         |
| R.               | Nome                | a                | Modalità                         |
| ---------------- | ------------------- | ---------------- | -------------------------------- |
| D                | Robson Bambu        | Vasco da Gama    | prestito                         |
| D                | Mads Bech Sørensen  | Brentford        | risoluzione prestito             |
| C                | Mario Lemina        | Wolverhampton    | definitivo (11 mln €)            |
| C                | Morgan Schneiderlin | Western Sydney   | prestito                         |
| A                | Lucas Da Cunha      | Como             | definitivo (400.000 €)           |
| A                | Andy Delort         | Nantes           | prestito con obbligo di riscatto |
| A                | Kasper Dolberg      | Hoffenheim       | prestito                         |
| A                | Rareș Ilie          | Maccabi Tel Aviv | prestito                         |
| Altre operazioni |                     |                  |                                  |
| R.               | Nome                | da               | Modalità                         |
| A                | Deji Sotona         | Burnley          | definitivo                       |

## Risultati

### Ligue 1

#### Girone di andata
| Arbitro: | Hamel (Linguadoca-Rossiglione) |

|              |           |            |
| Dallinga 20’ | Marcatori | 78’ Ramsey |

| Arbitro: | El Hadj (Rodano-Alpi) |

|                   |           |             |
| Delort 35’ (aut.) | Marcatori | 56’ Gameiro |

| Arbitro: | Léonard (Lorena) |

|           |           |  |
| Khaoui 5’ | Marcatori |  |

| Arbitro: | Letexier (Ille-et-Vilaine) |

|  |           |                              |
|  | Marcatori | 10’, 42’ Sánchez 37’ Tavares |

| Arbitro: | Stinat (Maine) |

|           |           |                                   |
| Bamba 20’ | Marcatori | 22’ (rig.) Delort 29’ (rig.) Pépé |

| Arbitro: | Millot (Île-de-France) |

|  |           |            |
|  | Marcatori | 69’ Embolo |

| Arbitro: | Wattellier (Linguadoca-Rossiglione) |

|  |           |            |
|  | Marcatori | 65’ Delort |

| Arbitro: | Dechepy (Piccardia) |

|  |           |              |
|  | Marcatori | 43’ Bentaleb |

| Arbitro: | Bisard (Maine) |

|                      |           |             |
| Messi 28’ Mbappé 83’ | Marcatori | 47’ Laborde |

| Arbitro: | Hamel (Linguadoca-Rossiglione) |

|                                    |           |                          |
| Viti 2’ Delort 37’ (rig.) Pépé 50’ | Marcatori | 82’ Chavalerin 90’ Conté |

| Arbitro: | Wattellier (Linguadoca-Rossiglione) |

|              |           |            |
| Da Costa 42’ | Marcatori | 20’ Delort |

| Arbitro: | Letexier (Ille-et-Vilaine) |

|                   |           |            |
| Pépé 90+7’ (rig.) | Marcatori | 49’ Ganago |

| Arbitro: | Turpin (Borgogna) |

|              |           |                      |
| Ouattara 42’ | Marcatori | 61’ Atal 69’ Laborde |

| Arbitro: | Stinat (Maine) |

|             |           |  |
| Laborde 54’ | Marcatori |  |

| Arbitro: | Wattellier (Linguadoca-Rossiglione) |

|                      |           |                 |
| Lacazette 89’ (rig.) | Marcatori | 38’ (rig.) Pépé |

| Nizza 29 dicembre 2022, ore 21:00 CET 16ª giornata | Nizza                  | 0 – 0 referto | Lens | Allianz Riviera (24 672 spett.)\| Arbitro: \| Millot (Île-de-France) \| |
| Arbitro:                                           | Millot (Île-de-France) |               |      |                                                                         |

| Arbitro: | Léonard (Lorena) |

|                           |           |             |
| Terrier 5’ Bourigeaud 89’ | Marcatori | 21’ Barkley |

| Arbitro: | Dechepy (Piccardia) |

|                                                         |           |              |
| Pépé 15’, 56’ K. Thuram 35’ Delort 75’ Barkley 82’, 85’ | Marcatori | 80’ Savanier |

| Reims 15 gennaio 2023, ore 19:00 CET 19ª giornata | Stade Reims                | 0 – 0 referto | Nizza | Stadio Auguste Delaune (11 383 spett.)\| Arbitro: \| Letexier (Ille-et-Vilaine) \| |
| Arbitro:                                          | Letexier (Ille-et-Vilaine) |               |       |                                                                                    |

#### Girone di ritorno
| Arbitro: | Wattellier (Linguadoca-Rossiglione) |

|             |           |  |
| Laborde 34’ | Marcatori |  |

| Arbitro: | Léonard (Lorena) |

|  |           |             |
|  | Marcatori | 57’ Laborde |

| Arbitro: | Turpin (Borgogna) |

|                 |           |                                  |
| Malinovskyi 60’ | Marcatori | 38’ Diop 44’ Laborde 85’ Brahimi |

| Arbitro: | Frappart (Île-de-France) |

|                           |           |  |
| Dante 2’ Brahimi 68’, 69’ | Marcatori |  |

| Nizza 18 febbraio 2023, ore 17:00 CET 24ª giornata | Nizza                             | 0 – 0 referto | Stade Reims | Allianz Riviera (18 102 spett.)\| Arbitro: \| Bollengier (Nord-Passo di Calais) \| |
| Arbitro:                                           | Bollengier (Nord-Passo di Calais) |               |             |                                                                                    |

| Arbitro: | Bastien (Lorena) |

|  |           |                          |
|  | Marcatori | 8’, 26’ Moffi 43’ Thuram |

| Arbitro: | Dechepy (Piccardia) |

|               |           |          |
| Laborde 45+1’ | Marcatori | 36’ Hein |

| Arbitro: | Delajod (Rodano-Alpi) |

|                         |           |                           |
| Sissoko 31’ Mohamed 88’ | Marcatori | 5’ Moffi 71’ Ndayishimiye |

| Arbitro: | Buquet (Piccardia) |

|             |           |           |
| Laborde 78’ | Marcatori | 30’ Meïté |

| Arbitro: | Wattellier (Linguadoca-Rossiglione) |

|           |           |          |
| Niane 15’ | Marcatori | 4’ Moffi |

| Arbitro: | Pignard (Rodano-Alpi) |

|  |           |                     |
|  | Marcatori | 28’ Messi 76’ Ramos |

| Arbitro: | Bastien (Lorena) |

|                |           |  |
| Le Douaron 12’ | Marcatori |  |

| Arbitro: | Millot (Île-de-France) |

|             |           |                     |
| Laborde 41’ | Marcatori | 37’ Cham 83’ Khaoui |

| Arbitro: | Wattellier (Linguadoca-Rossiglione) |

|  |           |             |
|  | Marcatori | 2’ Boudaoui |

| Arbitro: | Delajod |

|                       |           |                |
| Laborde 50’ Moffi 72’ | Marcatori | 78’ Bourigeaud |

| Arbitro: | Stinat |

|                       |           |  |
| Diallo 1’, 59’ (rig.) | Marcatori |  |

| Nizza 21 maggio 2023, ore 15:00 CEST 36ª giornata | Nizza   | 0 – 0 referto | Tolosa | Allianz Riviera (20 041 spett.)\| Arbitro: \| Pignard \| |
| Arbitro:                                          | Pignard |               |        |                                                          |

| Arbitro: | Millot |

|                         |           |                              |
| Savanier 7’, 17’ (rig.) | Marcatori | 53’ Barkley 67’, 79’ Laborde |

| Arbitro: | Wattellier |

|                                            |           |              |
| J. Boateng 5’ (aut.) Laborde 28’ Moffi 33’ | Marcatori | 41’ Jeffinho |

### Coupe de France

#### Fase a eliminazione diretta
| Arbitro: | Turpin (Borgogna) |

|              |           |  |
| Ben Fredj 3’ | Marcatori |  |

### UEFA Europa Conference League

#### Spareggi
| Arbitro: | Lindhout |

|            |           |  |
| Perica 74’ | Marcatori |  |

| Arbitro: | Stegemann |

|                                   |           |  |
| Claude-Maurice 25’ Beka Beka 113’ | Marcatori |  |

#### Fase a gironi
| Arbitro: | Godinho |

|                   |           |            |
| Delort 62’ (rig.) | Marcatori | 19’ Tigges |

| Arbitro: | Madley |

|             |           |          |
| Diabaté 60’ | Marcatori | 2’ Bryan |

| Arbitro: | Weinberger |

|  |           |          |
|  | Marcatori | 54’ Pépé |

| Arbitro: | Griffith |

|          |           |                        |
| Diop 14’ | Marcatori | 75’ Tomič 86’ Reinberk |

| Arbitro: | Vad |

|                     |           |           |
| Pépé 29’ Lemina 77’ | Marcatori | 74’ Gomes |

| Arbitro: | Soto Grado |

|                          |           |                         |
| Huseinbašić 48’ Duda 60’ | Marcatori | 40’ Laborde 43’ Brahimi |

#### Fase a eliminazione diretta
| Arbitro: | Ağayev |

|  |           |               |
|  | Marcatori | 45+3’ Amraoui |

| Arbitro: | Visser |

|                                   |           |             |
| Laborde 30’ Moffi 53’ Brahimi 79’ | Marcatori | 54’ Tapsoba |

| Arbitro: | Nyberg |

|                         |           |                  |
| Amdouni 26’ (rig.), 71’ | Marcatori | 38’, 45+1’ Moffi |

| Arbitro: | Gözübüyük |

|            |           |                       |
| Laborde 9’ | Marcatori | 86’ Augustin 98’ Nuhu |

## Statistiche

### Statistiche di squadra
| Competizione      | Punti                   | In casa | In casa | In casa | In casa | In casa | In casa | In trasferta | In trasferta | In trasferta | In trasferta | In trasferta | In trasferta | Totale | Totale | Totale | Totale | Totale | Totale | DR  |
| Competizione      | Punti                   | G       | V       | N       | P       | Gf      | Gs      | G            | V            | N            | P            | Gf           | Gs           | G      | V      | N      | P      | Gf     | Gs     | DR  |
| ----------------- | ----------------------- | ------- | ------- | ------- | ------- | ------- | ------- | ------------ | ------------ | ------------ | ------------ | ------------ | ------------ | ------ | ------ | ------ | ------ | ------ | ------ | --- |
| Ligue 1           | 58                      | 19      | 7       | 7       | 5       | 24      | 18      | 19           | 8            | 6            | 5            | 24           | 19           | 38     | 15     | 13     | 10     | 48     | 37     | +11 |
| Coppa di Francia  | Trentaduesimi di finale | 0       | 0       | 0       | 0       | 0       | 0       | 1            | 0            | 0            | 1            | 0            | 1            | 1      | 0      | 0      | 1      | 0      | 1      | -1  |
| Conference League | Quarti di finale        | 6       | 3       | 1       | 2       | 10      | 7       | 6            | 2            | 3            | 1            | 7            | 6            | 12     | 5      | 4      | 3      | 17     | 13     | +4  |
| Totale            | -                       | 25      | 10      | 8       | 7       | 34      | 25      | 26           | 10           | 9            | 7            | 31           | 26           | 51     | 20     | 17     | 14     | 65     | 51     | +14 |

### Andamento in campionato
| Giornata  | 1 | 2  | 3  | 4  | 5  | 6  | 7  | 8  | 9  | 10 | 11 | 12 | 13 | 14 | 15 | 16 | 17 | 18 | 19 | 20 | 21 | 22 | 23 | 24 | 25 | 26 | 27 | 28 | 29 | 30 | 31 | 32 | 33 | 34 | 35 | 36 | 37 | 38 |
| --------- | - | -- | -- | -- | -- | -- | -- | -- | -- | -- | -- | -- | -- | -- | -- | -- | -- | -- | -- | -- | -- | -- | -- | -- | -- | -- | -- | -- | -- | -- | -- | -- | -- | -- | -- | -- | -- | -- |
| Luogo     | T | C  | T  | C  | T  | C  | T  | C  | T  | C  | T  | C  | T  | C  | T  | C  | T  | C  | T  | C  | T  | T  | C  | C  | T  | C  | T  | C  | T  | C  | T  | C  | T  | C  | T  | C  | T  | C  |
| Risultato | N | N  | P  | P  | V  | P  | V  | P  | P  | V  | N  | N  | V  | V  | N  | N  | P  | V  | N  | V  | V  | V  | V  | N  | V  | N  | N  | N  | N  | P  | P  | P  | V  | V  | P  | N  | V  | V  |
| Posizione | 9 | 12 | 16 | 18 | 15 | 16 | 12 | 13 | 13 | 13 | 13 | 13 | 10 | 9  | 9  | 9  | 11 | 10 | 10 | 10 | 8  | 8  | 7  | 8  | 7  | 7  | 7  | 7  | 8  | 9  | 9  | 10 | 9  | 8  | 10 | 9  | 9  | 9  |

Fonte:  Evoluzione classifica Ligue 1 22/23, su transfermarkt.it, Transfermarkt.
Legenda:

Luogo: C = Casa; T = Trasferta. Risultato: V = Vittoria; N = Pareggio; P = Sconfitta.

### Statistiche dei giocatori
Sono in corsivo i calciatori che hanno lasciato la società a stagione in corso.